# Dansk Koncertforening
 Ikke at forveksle med Koncertforeningen.
Dansk Koncertforening var en dansk musikorganisation.
Dansk Koncertforening blev stiftet 1901 med det formål at opføre danske musikværker fra nyere og ældre tid, særligt større værker, som ikke havde udsigt til ellers at blive ført frem. 
Formand var fra foreningens stiftelse Gustav Helsted. Faste dirigenter var Viktor Bendix, Georg Høeberg og Louis Glass. Foreningen gik i 1933 sammen med Det Unge Tonekunstnerselskab.